# 松尾昭彦
松尾 昭彦（まつお あきひこ、1983年7月31日 - ）は、宮崎県出身の日本のミュージシャンである。GENERAL HEAD MOUNTAIN、JELLYFiSH FLOWER'Sを経て、2016年からは、ソロ名義で活動している。

## 来歴
2000年に地元の仲間とGENERAL HEAD MOUNTAINを結成した。2003年にオカダコウキ（ギター）と海太（ドラムス）が正式メンバーとなり、2005年にTHE NINTH APOLLOから「追憶の唄々」を発売した。拠点を宮崎県に置きながら2009年に日本コロムビアと契約し、11月4日にシングル「羽」でメジャーデビューした。2011年1月12日にオフィシャルサイトで「完成、解散、青い空。」と発表し、同月から始まるツアー「音楽家とバタフライ」をもって3月13日に解散した。
弾き語りによるソロ活動を経て、2013年にナカハラコウタ（ギター）、amimo（ドラムス）と新バンドJELLYFiSH FLOWER'Sを結成した。2015年7月に岩城弘明をベーシストに迎えたことにより松尾がギターボーカルとなり、3ピースから4人体制へと移行した。2016年6月松尾がメニエール病を発症し病気療養のため、活動を休止した。
2016年12月より松尾昭彦ソロ名義で音楽活動を再開した。

## 人物
全曲の作詞作曲を手掛け、その独特の深い詩の世界観から詩集「窓辺より」を発売した。また日頃から絵を描く等の創作活動を精力的に行っており、本人は自称音楽家、芸術家と名乗る。過去には SHANK、ARTIFACT OF INSTANT等のプロデュースも手掛けた。

## ミュージックビデオ
| 監督              | 曲名                                                                     |
| 清水康彦          | 光                                                                       |
| Satoshi Natori    | 午前四時                                                                 |
| 番場秀一          | 羽、青                                                                   |
| Higuchinsky       | 感情線〜花笑み編〜 (Live Ver.)、揚羽蝶                                   |
| 筒井はじめ        | 薊                                                                       |
| 池田圭(KEI IKEDA) | ほんとうのこと、忘れ物とあの子、インテリア、トワイライト、ブレーメン、緑 |
| 加藤マニ          | エンター                                                                 |
|                   | 紅色、鳥籠、接吻、飛べない二人、スペック                                 |

## 著書
- 窓辺より（2007年8月発売）

## 歌詞提供
- 篠崎愛「ヒカリ」（2015年11月6日発売） - 作詞

## 楽曲提供
- ベボガ!「ビマベ!」（2018年8月29日発売）−作詞作曲